# Liocarcinus pusillus
Liocarcinus pusillus är en kräftdjursart som först beskrevs av Leach 1815.  Liocarcinus pusillus ingår i släktet Liocarcinus, och familjen simkrabbor. Arten är reproducerande i Sverige.